# Wólka Komarowska
Wólka Komarowska – wieś w Polsce położona w województwie lubelskim, w powiecie radzyńskim, w gminie Komarówka Podlaska.
W latach 1975–1998 miejscowość administracyjnie należała do województwa bialskopodlaskiego.
Wieś stanowi sołectwo gminy Komarówka Podlaska. Według Narodowego Spisu Powszechnego z roku 2011 wieś liczyła 199 mieszkańców.
Wierni Kościoła rzymskokatolickiego należą do parafii Najświętszego Serca Pana Jezusa w Komarówce Podlaskiej.

## Historia
W wieku XIX wieś w dobrach Przegaliny Wielkie, [w:] Słownik geograficzny Królestwa Polskiego, t. IX: Pożajście – Ruksze, Warszawa 1888, s. 140. posiadała wówczas 29 osad z gruntem 600 mórg.